# My Architect
Pour plus de détails, voir Fiche technique et Distribution.
My Architect est un film américain réalisé par Nathaniel Kahn, sorti en 2003.

## Synopsis
Nathaniel Kahn enquête sur son père, l'architecte Louis Kahn, mort seul et ruiné en 1974.

## Fiche technique
- Titre : My Architect
- Réalisation : Nathaniel Kahn
- Scénario : Nathaniel Kahn
- Musique : Joseph Vitarelli
- Photographie : Robert Richman
- Montage : Sabine Krayenbühl
- Production : Susan Rose Behr et Nathaniel Kahn
- Société de production : Louis Kahn Project, Mediaworks et New Yorker Films
- Société de distribution : Films sans Frontières (France) et New Yorker Films (États-Unis)
- Pays :  États-Unis
- Genre : Documentaire
- Durée : 116 minutes
- Dates de sortie : 
  -  États-Unis : 12 novembre 2003
  -  France : 13 octobre 2004

## Distinctions
Le film a été nommé à l'Oscar du meilleur film documentaire.